# همستر کامبت
همستر کامبت (به انگلیسی: Hamster Kombat) یک بازی‌بات سادهٔ تلگرامی است که کاربر در آن با مکانیزم تپ تو اِرن (به انگلیسی: Tap to Earn) با ضربه‌زدن ساده روی نمایشگر گوشی خود، وارد کردن کد مورس، دیلی کمبو و انجام بازی‌های کوتاه سکه‌های مجازی HMSTR کسب می‌کند.
سکه‌ها احتمال تبدیل به ایردراپ و در نهایت تبدیل به پول واقعی در صورت لیست‌شدن پروژه در صرافی‌ها، و سپس کشف قیمت، امکان فروش سکه‌ها و تبدیل آن‌ها به پول واقعی فراهم خواهد شد. طبق اعلام توسعه‌دهندگان، توکن این پروژه بر بستر بلاک چین TON ایجاد خواهد شد، با این حال، تاریخ آن هنوز تأیید نشده است.

این بازی به‌طور رسمی در ۲۵ مارس عرضه شد. گیم پلی بازی شبیه به بازی محبوب Notcoin است.
همستر کامبت قصد دارد در ماه ژوئیه یک ایردراپ برای بازیکنان خود ارائه دهد. در داخل اپلیکیشن، یک تب برای کارهای مربوط به ایردراپ افزوده شده است. تاکنون، تنها وظیفه بازیکنان این است که کیف پول خود را روی بلاک چین TON پیوند دهند. این کیف پول در تلگرام نیز قابل دسترسی است، اما به دلیل تحریم‌های آمریکا، برای کاربران ایرانی در دسترس نبوده و به کاربران داخل کشور ایران خدمات ارائه نمی‌کند. ربات Wallet تلگرام همچنین سابقه مسدودکردن دارایی کاربران ساکن ایران و بستن کیف پول آنها را دارد و می‌تواند کاربران ایرانی را با مشکلاتی مثل مسدود شدن تراکنش یا بسته‌شدن کیف پول مواجه کند. فعلاً در کیف پول تون‌کیپر (به انگلیسی: Tonkeeper) روی شبکه TON، هیچ محدودیتی برای برداشت و واریز رمزارز برای کاربران ایرانی وجود ندارد. با همه این‌ها، سایه تحریم بر سر کاربران ایرانی که رمزارزهای خود را در تون‌کیپر نگهداری می‌کنند، سنگینی می‌کند و هرآن ممکن است پای تحریم‌ها به آنجا هم برسد.

## گیم‌پلی
اساس بازی همستر کامبت جمع‌آوری سکه به‌عنوان سرمایه اولیه برای راه‌اندازی یک صرافی ارز دیجیتال است. بازیکنان در این بازی یک صرافی ارز دیجیتال را از فهرستی که در اختیارشان قرار داده می‌شود، انتخاب می‌کنند. سپس، بازیکن نقش مدیرعامل این صرافی را به عهده می‌گیرد و باید در مسیر توسعه و پیشرفت آن صرافی گام بردارد.
توسعه صرافی ارز دیجیتال در بخش‌های مختلفی مانند بازارسازی (Market)، روابط عمومی و تیم توسعه (PR&Team)، انطباق با قوانین و گرفتن مجوز برای فعالیت در کشورهای مختلف (Legal) و پیشرفت‌های جانبی (Specials) انجام می‌شود. توسعه هر بخش از این صرافی که بازیکن مدیرعامل آن است، مقداری به درآمد روزانه آن می‌افزاید که در قالب توکن همستر کامبت به موجودی بازیکن اضافه می‌شود.
برخلاف Notcoin، در بازی «همستر کامبت» سکه‌ها توسط بخش (Mine) جمع‌آوری می‌شوند، بنابراین بازیکنان باید سود خود را در هر ساعت (Profit per Hour) پمپ کنند و توکن‌های زیادی را در حساب جمع نکنند. برای این کار از ربات تلگرام استفاده می‌شود. برخلاف Notcoin که برای درآمد غیرفعال باید هر ۱۲ ساعت یک بار وارد بازی شوید، در «همستر» باید هر ۳ ساعت یک بار این کار را انجام دهید. در غیر این صورت، سکه استخراج نخواهد شد.

### شیوه‌های دریافت سکه
در همستر کامبت شما به‌عنوان مدیرعامل یک صرافی ارز دیجیتال فعالیت می‌کنید و درآمد ساعتی (Profit per hour) از آن دارید. هرچه صرافی را بیشتر توسعه دهید، درآمد ساعتی شما هم بیشتر می‌شود. این درآمد فقط برای سه ساعت فعال است و پس از آن غیرفعال می‌شود تا زمانی که باز هم وارد بازی شوید.

#### ضربه‌زدن
با ضربه‌زدن ساده روی نمایشگر گوشی یا مکانیزم تپ تو ارن (ضربه بزن و کسب کن) می‌توان مقدار مشخصی سکه را دریافت کرد.

#### کد مورس
همستر کامبت ۵ ژوئن (۱۶ خرداد) کد مورس را نیز به ویژگی‌هایش اضافه کرده است و هر روز می‌توان با زدن کد مورس مخصوص در بازی، یک میلیون سکه دریافت کرد.

#### دیلی کمبو
دیلی کمبو (به انگلیسی: Daily Combo) در این بازی و در تب Mine بخشی به اسم Daily Combo وجود دارد که هر ۲۴ ساعت به‌روز می‌شود. در این بخش با پیداکردن سه کارت می‌توان ۵ میلیون سکه جایزه گرفت.

### بخش زمین بازی
همستر بخش جدیدی به‌نام Playground اضافه کرده است که درحال حاضر چهار بازی در آن وجود دارد. این بازی‌ها باید به‌طور جداگانه دانلود شوند و موضوع آن‌ها مسابقه‌ی دوچرخه‌سواری، جمع‌آوری منابع با قطار، مبارزه و غیره است. همستر روزانه چهار کلید در دل هر یک از این بازی‌ها به شما ارائه می‌دهد.
دروقع هنگام اجرای بازی‌های Playground همستر کامبت، کدهای اختصاصی به نام Hamster Kombat Promo به شما داده می‌شود که می‌توانید آن‌ها را در باکسی که در همین بخش جدید تعبیه شده است، وارد کنید. پس‌از واردکردن کد در بخش مربوطه، روی دکمه‌ی Redeem پایین آن ضربه بزنید. دقت کنید کدها معمولاً در سمت‌چپ صفحه و ازطریق فشردن دکمه‌ی EVENT که بالای آن نماد همستر نیز قرار دارد، به شما نمایش داده می‌شوند.
نکته‌ی مهم درمورد کدهای بخش Playground همستر کامبت اینکه برای هر کاربری کدهای منحصربه‌فرد تولید می‌شود و پس‌از Redeem کردن دیگر هیچ ارزشی ندارند و نمی‌توانید کدهای استفاده شده را به دوستان خود بدهید. به‌بیان دیگر این کدها یک‌بار مصرف هستند. نکته‌ی مهم دیگر اینکه کاربران ایرانی برای دریافت کد داخل بازی باید از وی پی ان استفاده کنند.

## لیست شدن
نهایتا پس از حدود ۶ ماه انتظار توکن بازی همستر کامبت در ۵ مهر ۱۴۰۳ در صرافی‌های رده ۱ مانند  بایننس، OKX، کوکوین، بای بیت، بیت گت، و Gate.io با قیمت اولیه ۰.۰۱۲ دلار به ازای هر توکن لیست شد. که با موجی از مخالفت و انتقاد از سوی کاربران مواجه شد.

## نگاه منتقدان
از آنجا که همستر کامبت بر بستر تلگرام راه‌اندازی شده است و به‌عنوان ربات تلگرامی تأییدشده فعالیت دارد و همچنین هیچ اطلاعات خاصی از کاربر دریافت نمی‌کند، می‌توان آن را امن در نظر گرفت اما با این وجود برخی منتقدان نگرانی‌هایی را در مورد امنیت اطلاعات و حریم خصوصی کاربران این بازی مطرح کرده‌اند.

### منشأ و شرکت سازنده
هشدار دربارهٔ منشأ و شرکت سازنده بازی همستر کامبت اولین‌بار توسط رسانه‌های اوکراینی مطرح شد. بر اساس اطلاعات ثبت دامنه سایت بازی به نظر می‌رسد همستر کامبت روسی است. توجه به منشأ روسی و عدم وجود هیچ محدودیت اعلام‌شده‌ای در جمع‌آوری داده‌های کاربران در این بازی، رسانه‌های اوکراینی در این باره ابراز نگرانی کردند. ثبت این بازی در روسیه در اوایل فروردین امسال در حالی که تمامی اطلاعات مورد نیاز دیگر مربوط به بازی، از جمله در مورد طراحان، از سایت ثبت آن پاک شده است، به نگرانی در اوکراین نیز دامن زده است.
گروه ری سنتر که که نام آن در سایت ثبت دامنه Nic.ru ثبت شده، قبلاً بخشی از گروه چندرسانه‌ای روسی آربی‌کی بود. از سپتامبر ۲۰۲۱، مالکیت آن به یک کنسرسیوم خصوصی منتقل شد، اما آربی‌کی هنوز ۲۵٪ سهام دارد. مقر این گروه در مسکو است. بر اساس قانون ذخیره‌سازی داده روسیه مصوب ۲۰۱۵، دستگاه‌های امنیتی می‌توانند به داده‌های کاربران دسترسی داشته باشند، که شامل کاربران بازی همستر کامبت نیز می‌شود. کاربران با شماره تلفن ثبت‌نام می‌کنند و برنامه ممکن است به داده‌های شخصی از جمله مخاطبان، گالری عکس‌ها و و حتی موقعیت گوشی با به‌روزرسانی‌های منظم دسترسی داشته باشد. همچنین باید مراقب بود که لینک دعوت این بازی را در شبکه‌های اجتماعی و عمومی منتشر نکنید، زیرا این اقدام می‌تواند باعث افشای هویت شما شود. بررسی‌ها نشان داده است که اگر حساب تلگرام شما به نام خود شما باشد، با این کار هویت شما قابل شناسایی خواهد بود.

### افشای هویت دیجیتال
ویژگی اینوایت (به انگلیسی: Invite) یا دریافت پاداش در ازای معرفی شخص دیگر به بازی، از طریق کد ریفرال که برای هر شخص به صورت اختصاصی ایجاد می‌شود کمک می‌کند تا الگوی روابط شما با سایر افراد پیدا شود. از سوی دیگر، اپلیکیشن هویت دیجیتال شما را در اختیار دارد و می‌تواند پروسه احراز هویت شما را ردیابی کند؛ حتی اگر اسم و اطلاعات واقعی خود را به بازی نداده باشید. علاوه بر امکان استفاده سیستم‌های مهندسی اجتماعی سازمان‌های امنیتی از این داده‌ها برای ساخت هویتی جعلی از افراد، این اطلاعات می‌تواند برای اعتمادسازی نیز استفاده و از طریق آن، بدافزارهایی روی دستگاه فرد نصب شود.

### فیشینگ
فیشینگ (به انگلیسی: Phishing) به تلاش برای به دست آوردن اطلاعاتی مانند نام کاربری، گذرواژه، اطلاعات حساب بانکی، آی‌پی و مانند آن‌ها از طریق جعل یک وبگاه، آدرس ایمیل و مانند آن‌ها گفته می‌شود.
تیم HashDit متوجه مجموعه‌ای از سایت‌های جعلی شد که با هدف قرار دادن پروژه «همستر کامبت»، سعی در فیشینگ کاربران با کپی قالب وب‌سایت اصلی را دارد، این وب سایت‌ها کل موجودی کیف پول کاربران را خالی می‌کردند.
همچنین در آن مکانیزم بررسی کیف پول برای جلوگیری از تعامل کیف پول‌های کم ارزش پیاده‌سازی شده و از آن‌ها می‌خواهد ابتدا کیف پول خود را شارژ کنند.

### اوراق سفید
بازی همستر کامبت بدون نیاز به سرمایه‌گذاری مالی است اما همچنان وایت پیپری نداشته و هویت تیم توسعه‌دهندهٔ آن افشا نشده است. این در حالیست که فروردین امسال تمامی اطلاعات مورد نیاز دیگر مربوط به بازی، از جمله در مورد طراحان، از سایت ثبت آن پاک شده است.

### تعداد توکن‌ها
در پایان فصل بازی، یک توکن واقعی بر اساس درآمد درون بازی برای بازیکنان ایجاد و بین آنها توزیع خواهد شد. این امر مسیری را برای تبدیل دارایی‌های مجازی بازی به ارز دیجیتال ملموس فراهم می‌کند و فرصتی را برای تبدیل دارایی‌های مجازی بازی به ارز دیجیتال واقعی ایجاد می‌کند. با اینحال تعداد کل توکن‌ها مشخص نیست و همچنین روش توزیع آن نیز ممکن است عادلانه نباشد.

### تعداد زیاد ماینرها
با توجه به تعداد بالای کاربران فعال، احتمال می‌رود توکن این پروژه حداقل به دلیل جذابیت آن برای صرافی‌ها (معاملات حجمی) در لیست قرار گیرد. اما اگر تعداد زیادی ماینر به یک پروژه خاص وارد شوند، این می‌تواند به تمرکز قدرت هشینگ در دست چند گروه منجر شود که ممکن است امنیت شبکه را به خطر بیندازد و امکان حملات ۵۱ درصدی را افزایش دهد. همچنین با افزایش تعداد ماینرها رقابت افزایش می‌یابد و در نتیجه سودآوری کاهش می‌یابد.

### هدر رفت انرژی و زمان زیاد
به نظر می‌رسد این بازی نسبت به پروژه مشابه نات‌کوین زمان بیشتری می‌برد، نکته اینجاست که آیا می‌توانید برای زمانی که صرف می‌کنید درآمد کسب کنید یا خیر؟

### طرح پانزی
برخی از منتقدان این بازی را یک «طرح پانزی» می‌دانند که سود سرمایه‌گذاران جدید از طریق جذب سرمایه‌گذاران بیشتر پرداخت می‌شود و در نهایت، این طرح با فروپاشی روبرو می‌شود.

### نسخه‌های جعلی
مانند بقیه برنامه‌های دیگر که ساخته شدند و بعد نسخه‌های جعلی‌شان بالا آمدند، دربارهٔ همستر کامبت هم این خطر وجود دارد. این هم یک بات ساده تلگرامی است و به زودی ممکن است چندین نمونه مشابه که ارتباطی هم با شرکت اصلی ندارند، بالا بیایند و شروع به فعالیت کنند، گرفتن اطلاعات کاربران و آلوده کردن تلفن‌های همراه در نسخه‌های جعلی این بات ساده تلگرامی از مهم‌ترین خطرات این بازی است.

### استخراج رمزارز با پردازنده دستگاه کاربران
با اینکه به ظاهر یک ربات تلگرامی ساده و بی‌خطر است، به هنگام آغاز یک کد جاوااسکریپت را در مرورگر اجرا می‌کند که کاربر را در دام جاوا اسکریپت می‌اندازد. این کد می‌تواند از پردازنده دستگاه کاربر کار بسیار زیادی بکشد تا برای سوءاستفاده گران رمزارز تهیه کند.

### نداشتن کد منبع
برخلاف دیگر رمزارزها مانند بیت‌کوین یا رمزارز رسمی تلگرام که شبکه باز تلگرام یا به اختصار TON نامیده می‌شود، هیچ‌گونه شواهدی بر اینکه رمزارزهای نات‌کوین و همستر واقعی باشند وجود ندارد چرا که رمزارزهای واقعی بر پایه تکنولوژی زنجیره بلوکی بوده و کد منبع خود را به اشتراک می‌گذارند.

### کمبود نقد و بررسی‌های دقیق
با نگاهی به بخش نظرات زیر حساب رسمی پروژه در ایکس، می‌بینیم که اکثر نظرات به‌طور یکسان مثبت هستند و عباراتی مانند «پروژهٔ خوب»، «عالی»، «موفق باشید» و «عاشق این بازی هستم» به چشم می‌خورد. اگرچه این نظرات مثبت هستند، اما فاقد بازخوردهای دقیقی هستند که بتوانند بازیکنان بالقوه را راهنمایی کنند یا به توسعه‌دهندگان در بهبود بازی کمک کنند.

## بازخورد
کانال تلگرام اختصاصی همستر کامبت در تاریخ ۱۴ مارس راه‌اندازی شد، بازی در ۲۵ مارس عرضه شد و تا آوریل، بیش از ۵۰۰ هزار بازیکن فعال را جذب کرد. روز سه‌شنبه ۱۵ خرداد ۱۴۰۳ تعداد کاربران این بازی به ۶۰ میلیون و ۲۴ میلیون بازیکن فعال رسید. اواخر چهارشنبه ۱۶ خرداد، تعداد کاربران آن ۷۸ میلیون و در ساعات پایانی روز پنج‌شنبه به ۱۰۰ میلیون نفر و به مارکت کپ ۱ میلیارد دلاری رسید.
بدون شک، موفقیت اولیه این بازی نشان می‌دهد که ممکن است آینده ای وجود داشته باشد که در آن تلگرام به عنوان یک پلتفرم مناسب برای تجربه‌های معمولی «بازی زنجیره بلوکی» (به انگلیسی: Play-to-Earn) یا P2E ظاهر شود. دسترسی آسان و آشنایی تلگرام، پایگاه کاربری گسترده آن، در کنار پتانسیل کسب ارز دیجیتال از طریق گیم پلی، فرمول برنده‌ای به نظر می‌رسد. با این حال، نگرانی‌هایی در مورد پایداری طولانی‌مدت P2E وجود دارد، به‌ویژه که به پتانسیل اشباع بازار مربوط می‌شود. هر اتفاقی که بیفتد، همستر کامبت با داشتن بیش از ۱۰۰ میلیون کاربر، خود را به عنوان یک بازیگر اصلی در فضای P2E تثبیت کرده است.
رسانه‌های ایران گزارش دادند که شمار زیادی از کاربران در دوره اخیر برای پیوستن به این بازی، فیلترشکن خریداری کردند تا تلگرام را که فیلتر شده، دوباره در گوشی خود نصب کنند. غیر از ایران، شمار زیاد کاربران این بازی در کشوری مانند نیجریه نیز مورد توجه رسانه‌های جهانی قرار گرفته است.